# Thibaut Vion
Thibaut Vion (Mont-Saint-Martin, 11 december 1993) is een Frans voetballer die bij voorkeur als aanvaller speelt. Hij verruilde in augustus 2018 FC Metz voor Chamois Niortais FC.

## Clubcarrière
Op zeventienjarige leeftijd maakte Vion de overstap van FC Metz naar FC Porto. Hij debuteerde voor FC Porto B in de Segunda Liga tegen CD Tondela. In zijn eerste seizoen speelde hij 27 competitiewedstrijden in de Segunda Liga. In het seizoen 2013/14 keerde hij weer terug bij Metz.

## Clubstatistieken
| Seizoen | Club                | Land      | Competitie      | Wed. | Doelp. |
| ------- | ------------------- | --------- | --------------- | ---- | ------ |
| 2012/13 | FC Porto B          | Portugal  | Segunda Liga    | 27   | 1      |
| 2013/14 | FC Porto B          | Portugal  | Segunda Liga    | 9    | 3      |
| 2013/14 | FC Metz             | Frankrijk | Ligue 2         | 11   | 0      |
| 2014/15 | FC Metz             | Frankrijk | Ligue 1         | 5    | 0      |
| 2015/16 | → RFC Seraing       | België    | Proximus League | 15   | 2      |
| 2016/17 | FC Metz             | Frankrijk | Ligue 1         | 13   | 2      |
| 2017/18 | Chamois Niortais FC | Frankrijk | Ligue 2         | 25   | 2      |
| 2018/19 | Chamois Niortais FC | Frankrijk | Ligue 2         | 23   | 0      |
| Totaal  | Totaal              | Totaal    | Totaal          | 128  | 10     |

## Interlandcarrière
Vion scoorde drie doelpunten in elf wedstrijden voor Frankrijk -19. Met Frankrijk -20 won hij in juli 2013 het WK -20.